# Al-Mared
Al-Mared (arabisch المارد, DMG al-Mārid) ist die Bezeichnung für einen jordanischen Radpanzer, der in den 2010er-Jahren entwickelt wurde. Er wird von der staatlichen jordanischen Firma Jordan Manufacturing and Service Solutions (JMSS) hergestellt.

## Projektgeschichte
Al-Mared wurde von der Firma Jordan Manufacturing and Service Solutions (JMSS) entwickelt, die zum staatlichen jordanischen Rüstungsunternehmen King Abdullah II Design and Development Bureau (KADDB) gehört. Der Radpanzer ist bis dato (2018) das größte gepanzerte Fahrzeug, das vollständig von jordanischen Unternehmen entwickelt und gebaut wird. Zwei Besatzungsmitglieder sind auf dem Fahrzeug fest; acht Infanteristen können transportiert werden. Das erste Fahrzeug wurde auf der Rüstungsmesse SOFEX 2018 vorgestellt. Bis Juli 2018 sollen zehn hergestellt worden sein, insgesamt ist projektiert, 50 Al-Mareds in unterschiedlichen Versionen zu produzieren.

## Technik und Bewaffnung
Das Fahrzeug basiert auf einem 8×8-LKW-Chassis des tschechischen Unternehmens Tatra. Die Truppensitze stammen aus US-Produktion und sind mit einem Dämpfungsmechanismus ausgestattet, der den Sitzenden vor Minenexplosionen schützen soll. Das Antriebsaggregat ist auf der rechten Seite vorne montiert und besteht aus einem 420 PS starken Dieselmotor, der von Cummins zugekauft wird. Ein Sechsgang-Vollautomatikgetriebe ist für die Übertragung auf die acht Räder verbaut. Dadurch kann eine maximale Fahrgeschwindigkeit von 110 km/h auf der Straße erreicht werden. Die Panzerung entspricht dem STANG 4569 Level 3.
Das Gesamtgewicht des Fahrzeuges hängt von der Bewaffnung ab, es beträgt jedoch höchstens 25 Tonnen, einschließlich Besatzung, Waffenstation, Treibstoff und anderen Ausrüstungsgegenstände.
Die Hauptbewaffnung des Al-Mared ist im Turm verbaut, der – so wie auf der Rüstungsmesse SOFEX 2018 gezeigt – mit Maschinengewehren verschiedener Kaliber ausgestattet ist. Die Bewaffnung soll aber je nach Version angepasst werden.

## Einsatz
Nach mehreren Medienberichten wurde eine unbekannte Anzahl an Al-Mared-Radpanzern an die von Chalifa Haftar geführten Streitkräfte Libyens geliefert.